# Ringsta
Ringsta är en by, sedan 2015 klassad som en småort i Lits distrikt (Lits socken) i Östersunds kommun, Jämtlands län (Jämtland). Byn ligger på en höjd väster om älven Hårkan, vid vägskälet där länsväg Z 746 utgår från länsväg Z 751, cirka 12 kilometer nordväst om tätorten Lit.